# 2016 au Pakistan
Cet article présente les faits marquants de l'année 2016 au Pakistan.

## Évènements
- 20 janvier : une attaque contre l’université Bacha Khan de Charsadda fait au moins 21 morts[1].
- 27 mars : attentat à Lahore.
- 8 août : un attentat à la bombe et une fusillade à Quetta font 70 morts.
- 12 novembre : un attentat au sanctuaire soufi de Shah Noorani (Baloutchistan) fait plus de 50 morts[2].
- 7 décembre : le vol 661 PIA s'écrase dans la province de Khyber Pakhtunkhwa.